# Festival international d'opéra baroque de Beaune
 (décembre 2014).
Le festival international d'opéra baroque de Beaune est un festival d’opéra baroque créé en 1983. Il a lieu chaque été, au mois de juillet, à Beaune.
Depuis sa création, il se déroule sur quatre semaines durant le mois de juillet, et se tient conjointement dans les Hospices de Beaune et au sein de la Collégiale Notre-Dame de Beaune. Le festival voit également la tenue de classes et ateliers de chant, l'Académie de Chant baroque.